# X vs. Letonia (returnare)
Cauza X vs. Letonia (returnare) (petiția nr 27853/09, hotărârea din 13 decembrie 2011,) reprezintă o cauză judecată de Curtea Europeană a Drepturilor Omului în care Letonia a fost condamnată pentru încălcarea articolului 8 (dreptul la respectarea vieții private și de familie) în cazul unei mame care a comis o răpire internațională de minori și al cărei copil a fost returnat în Australia, țara de unde a fost dus ilegal de către mamă.

## Descrierea cazului
Obiectul cauzei îl constituie plângerea unei mame al cărei nume a fost ținut anonim (numită X în toate documentele oficiale emise de CEDO). Acest părinte a susținut că hotărârea instanței din Letonia, prin care fiica sa era obligată să se întoarcă la tatăl ei, în Australia, a încălcat dreptul ei la familie, conform Convenției.
Reclamanta, doamna X, de cetățenie letonă, s-a născut în anul 1974 și a locuit în Australia. La începutul anului 2004, aceasta l-a cunoscut pe domnul T cu care a avut relație de concubinaj din care a rezultat o fetiță. Ulterior nașterii fetiței cei doi au hotărât să se despartă, doamna X continuând să locuiască în apartamentul domnului T ca și chiriaș. În luna iulie a anului 2008, d-na X s-a întors în Letonia luând cu dânsa și pe fiica sa. O lună mai târziu, domnul T. a înaintat o cerere în fața unei instantei din Australia cerând stabilirea drepturilor sale părintești cu privire la copil și afirmând că doamna X a plecat cu fiica sa în Letonia, fără a avea consimțământul lui. În noiembrie 2008, instanța australiană specializată în probleme de familie a decis, în absența lui X, că atât T cât si X au dobândit drepturile părintești cu privire la copilul lor încă de la momentul nașterii acestuia. Între timp, în luna septembrie 2008, ministrul leton al problemelor legate de familie și de copii, a primit o cerere din partea domnului T, trimisă de către autoritatea centrală australiană responsabilă de returnarea copiilor răpiți internațional. În această cerere se cerea returnarea copilului în Australia în temeiul Convenției de la Haga cu privire la răpirea de copii. Instanța inferioară a dispus ca X să-și trimită fata înapoi în Australia imediat, autorizându-l pe tatăl acestuia să-și recupereze singur fiica în cazul în care mama nu executa hotărârea în termen de 6 luni de la pronunțare. Doamna X a atacat această decizie a instanței inferioare susținând că la momentul plecării din Australia ea era singurul tutore al copilului, în drept și în fapt. Reclamanta a prezentat, de asemenea, concluziile unui psiholog care a examinat copilul și a constatat că separarea acestuia de mamă i-ar putea provoca fetei o traumă psihologică afirmând că nu ar avea posibilitățile financiare să-și întrețină fata în Australia. Cererea doamnei X a fost respinsă de instanța de apel din Letonia, care a decis că, în principiu, problema de față nu se referă la drepturile de custodie, ci la întoarcerea copilului la tatăl său în temeiul Convenției de la Haga. Prin urmare, instanța a hotărât că nu a fost chemată să se pronunțe cu privire la traumele psihologice potențiale pentru copil în cazul care s-ar fi întors în Australia.

## Desfășurarea procesului
Curtea a constatat că decizia de returnare a copilului în Australia a avut o bază legală, și anume legea australiană a familiei, prin care erau protejate drepturile domnului T și ale copilului său, ceea ce a constituit un scop legitim în temeiul articolului 8.
În observațiile sale în fața instanțelor interne, doamna X a argumentat că întoarcerea fetei în Australia nu ar servi interesului superior al copilului și susținând că existentă riscul de a-i cauza copilului o traumă psihologică în ipoteza separării de mamă. Curtea a reamintit, printr-o cauză recentă, că interesul superior al copilului ar trebui să fie considerat primordial în contextul procedurilor prevăzute în Convenția de la Haga. Prin urmare, nu a fost convinsă de concluziile instanțelor letone cu privire la analizarea raportului psihologic doar ca parte a unui litigiu de custodie, nu și nu ca parte a unui proces de returnare conformă cu Convenția de la Haga. Subliniind interesul suprem al copilului în astfel de probleme, Curtea a accentuat faptul că instanțele naționale trebuie să ia în considerare cererile prevăzute de Convenție, acordând în același timp respectul cuvenit intereselor copilului. Curtea a mai remarcat că instanțele naționale aveau, de asemenea, obligația de a efectua o examinare aprofundată a situației familiale per ansamblu. Prin urmare, în opinia Curții, instanța letonă ar fi trebuit să evalueze, în funcție de concluziile raportului psihologic referitor la copil, dacă existau și alte garanții suficiente pentru a se asigura că întoarcerea fetei în Australia era în interesul acesteia. Aceasta evaluare ar fi trebuit să includă, cel puțin, o observație cu privire la posibilitatea mamei de a urma și menține contactul cu copilul ei în Australia. CEDO a mai observat că Curtea de apel letonă nu a luat în considerare concluziile raportului psihologic prin care era semnalat riscul cauzării unor traume psihologice în cazul separării copilului de mamă și nici nu a analizat riscurile pe care returnarea acestuia în Australia le-ar pune asupra bunăstării materiale a copilului. Curtea a observat în final că hotărârea judecătorească letonă a fost executată într-un mod indiscutabil traumatic, iar instanțele australiene au impus o serie de restricții rigide cu privire la dreptul mamei de a-și vizita copilul, inclusiv interdicția de a vorbi cu fiica sa în limba letonă. Având în vedere cele menționate, Curtea a concluzionat că a existat o încălcare a articolului 8. Curtea a respins toate celelalte plângeri formulate de doamna X respingându-le ca fiind inadmisibile.

## Decizie similară
- Cauza Neulinger și Shuruk vs. Elveția